# Colle-System
|   | a | b | c | d | e | f | g | h |   |
| 8 |   |   |   |   |   |   |   |   | 8 |
| 7 |   |   |   |   |   |   |   |   | 7 |
| 6 |   |   |   |   |   |   |   |   | 6 |
| 5 |   |   |   |   |   |   |   |   | 5 |
| 4 |   |   |   |   |   |   |   |   | 4 |
| 3 |   |   |   |   |   |   |   |   | 3 |
| 2 |   |   |   |   |   |   |   |   | 2 |
| 1 |   |   |   |   |   |   |   |   | 1 |
|   | a | b | c | d | e | f | g | h |   |

Eine charakteristische Stellung des Colle-Systems nach 6. Sb1–d2
Das Colle-System oder Colle-Aufbau ist eine Eröffnung des Schachspiels, die zu den Untervarianten des Damenbauernspiels zählt. Sie ist in den ECO-Codes unter den Schlüsseln D04 und D05 klassifiziert.
Benannt ist das System nach dem belgischen Schachspieler Edgard Colle, der in den 1920er Jahren gute Erfolge damit erzielte. Auch George Koltanowski wandte die Eröffnung oft an.
Die charakteristischen Züge von Weiß sind d2–d4, Sg1–f3, e2–e3, c2–c3, Sb1–d2 und Lf1–d3 nebst kurzer Rochade und Vorbereitung des Vorstoßes e3–e4 mittels Tf1–e1, Dd1–e2. Wenn der schwarze Damenspringer nach c6 entwickelt wird, schiebt Weiß meist den Zwischentausch d4xc5 ein, um einen Isolani auf d4 nach … d5xe4 und … c5xd4 zu verhindern.
|   | a | b | c | d | e | f | g | h |   |
| 8 |   |   |   |   |   |   |   |   | 8 |
| 7 |   |   |   |   |   |   |   |   | 7 |
| 6 |   |   |   |   |   |   |   |   | 6 |
| 5 |   |   |   |   |   |   |   |   | 5 |
| 4 |   |   |   |   |   |   |   |   | 4 |
| 3 |   |   |   |   |   |   |   |   | 3 |
| 2 |   |   |   |   |   |   |   |   | 2 |
| 1 |   |   |   |   |   |   |   |   | 1 |
|   | a | b | c | d | e | f | g | h |   |

Diagramm 1: Stellung nach 8. … Sd7xc5
Im Falle von 1. d2–d4 d7–d5 2. Sg1–f3 Sg8–f6 3. e2–e3 e7–e6 4. Lf1–d3 c7–c5 5. c2–c3 
(5. b2–b3 ist das Zukertort-System, ähnlich der Partie Zukertort – Blackburne, London 1883) 
Sb8–d7 6. Sb1–d2 Lf8–d6 7. 0–0 0–0 sollte die Vorbereitung von e3–e4 ohne den Zwischentausch auf c5 auskommen, weil der Springer d7 wiedernehmen könnte und von c5 aus einerseits den wichtigen Läufer auf d3 angreift und andererseits den Vorstoß e3–e4 erschwert (s. Diagramm 1). Wenn Weiß auf den Zwischentausch verzichtet und der Springer auf d7 verbleibt, blockiert er jedoch den Läufer c8, dessen Entwicklung erschwert wird und übt keinen Druck auf das Zentrum, insbesondere auf das Feld e5 aus.
Der Vorstoß e3–e4 ist das wichtigste Ziel von Weiß im Colle-System. Damit wird der Damenläufer befreit, der zunächst durch den Zug e2–e3 eingesperrt bleibt. Darüber hinaus verbergen sich hinter dem Zug zwei weitere Absichten: Entweder den Vorstoß e4–e5 folgen zu lassen und einen Angriff gegen den schwarzen König zu inszenieren oder mittels e4xd5 dem Schwarzen einen Isolani auf d5 zu machen, der anschließend angegriffen werden kann. Wenn es Weiß gelingt den Zug e4–e5 durchzusetzen, vertreibt er den wichtigen Verteidigungsspringer auf f6. Weiß hat deutlichen Raumvorteil auf dem Königsflügel und kann schnell gegen den schwarzen König vorgehen, während sich die Figuren des Verteidigers auf einem anderen Brettabschnitt versammeln. Insbesondere der Läufer auf d3 spielt bei dem Königsangriff häufig eine herausragende Rolle.
Die logische Gegenmaßnahme des Schwarzen ist die Verhinderung des Zuges e4–e5. Da der schwarze Damenspringer von c6 aus das wichtige Feld e5 deckt, trifft man die Verteidigung mit … Sb8–c6 häufiger an als die Variante mit … Sb8–d7. Eine der Hauptvarianten des Colle-Systems lautet daher:
|   | a | b | c | d | e | f | g | h |   |
| 8 |   |   |   |   |   |   |   |   | 8 |
| 7 |   |   |   |   |   |   |   |   | 7 |
| 6 |   |   |   |   |   |   |   |   | 6 |
| 5 |   |   |   |   |   |   |   |   | 5 |
| 4 |   |   |   |   |   |   |   |   | 4 |
| 3 |   |   |   |   |   |   |   |   | 3 |
| 2 |   |   |   |   |   |   |   |   | 2 |
| 1 |   |   |   |   |   |   |   |   | 1 |
|   | a | b | c | d | e | f | g | h |   |

Diagramm 2: Stellung nach 10. … Lc5–d6
1. d2–d4 d7–d5 2. Sg1–f3 Sg8–f6 3. e2–e3 e7–e6 4. Lf1–d3 c7–c5 5. c2–c3 Sb8–c6

6. Sb1–d2 Lf8–e7 7. 0–0 0–0 8. d4xc5 Le7xc5

9. e3–e4 Dd8–c7

10. Dd1–e2 Lc5–d6
und führt zur Stellung des Diagramms 2. Der gesamte weitere Kampf spielt sich um das Feld e5 ab. Für beide Seiten ist die Vorgehensweise recht einfach und klar. Weiß versucht den Vorstoß e4–e5 durchzusetzen, Schwarz wird versuchen dies zu verhindern.
Dieser einfache und klare Plan lässt sich gegen viele Antworten von Schwarz durchführen und kann von Schwarz nur durch frühzeitige Abweichung und den Übergang in andere Eröffnungssysteme vermieden werden. Der Colle-Aufbau ist daher insbesondere bei Amateuren beliebt, die aufwändiges Theoriestudium vermeiden und eine solide Stellung erreichen wollen. Auch ist es recht schwierig, gegen den Colle-Aufbau irgendwelches Gegenspiel zu organisieren, da Weiß eine solide und schwächenfreie Aufstellung seiner Figuren hat.
Auf höherer Ebene ist das Colle-System selten anzutreffen, da auch der schwarze Plan einfach und ohne große Schwierigkeiten ist. Daher gelingt es dem Weißen auf Großmeisterebene nur selten, größeren Vorteil in der Eröffnung zu erreichen. Eine Alternative zum Colle-System, bei welcher der schwarzfeldrige weiße Läufer früh nach f4 entwickelt wird, ist das Londoner System.